# Ryan Bourque
Ryan Bourque, född 3 januari 1991, är en amerikansk-kanadensisk professionell ishockeyspelare som tillhör NHL-organisationen Washington Capitals och spelar för deras primära samarbetspartner Hershey Bears i American Hockey League (AHL). Han har tidigare spelat på lägre nivåer för Connecticut Whale i AHL, Remparts de Québec i Ligue de hockey junior majeur du Québec (LHJMQ) och U.S. National U18 Team i North American Hockey League (NAHL).
Bourque draftades i tredje rundan i 2009 års draft av New York Rangers som 80:e spelare totalt.
Han är son till den före detta legendariska ishockeyspelaren Ray Bourque, som anses vara en av NHL:s bästa backar genom tiderna och gjorde 1 579 poäng på 1 612 grundspelsmatcher, och yngre bror till ishockeyspelaren Chris Bourque, som också tillhör Washington Capitals och spelar för Hershey Bears i AHL.

## Statistik
| 2005–2006    | Cushing Academy        |              | 36  | 3  | 7  | 10  | —  | —  | — | —  | —  | —  |
| 2006–2007    | Cushing Academy        |              | 29  | 19 | 31 | 50  | —  | —  | — | —  | —  | —  |
| 2007–2008    | U.S. National U17 Team |              | 7   | 4  | 3  | 7   | 10 | —  | — | —  | —  | —  |
|              | U.S. National U18 Team |              | 27  | 4  | 12 | 16  | 18 | —  | — | —  | —  | —  |
|              | U.S. National U18 Team | NAHL         | 34  | 11 | 9  | 20  | 14 | —  | — | —  | —  | —  |
| 2008–2009    | U.S. National U18 Team |              | 43  | 14 | 24 | 38  | 48 | —  | — | —  | —  | —  |
|              | U.S. National U18 Team | NAHL         | 14  | 7  | 9  | 16  | 10 | —  | — | —  | —  | —  |
| 2009–2010    | Remparts de Québec     | LHJMQ        | 44  | 19 | 24 | 43  | 20 | 9  | 3 | 7  | 10 | 6  |
| 2010–2011    | Remparts de Québec     | LHJMQ        | 49  | 26 | 33 | 59  | 22 | 18 | 5 | 11 | 16 | 8  |
| 2011–2012    | Connecticut Whale      | AHL          | 69  | 6  | 8  | 14  | 10 | 9  | 2 | 1  | 3  | 4  |
| 2012–2013    | Connecticut Whale      | AHL          | 53  | 8  | 7  | 15  | 11 | —  | — | —  | —  | —  |
| 2013–2014    | Norfolk Admirals       | AHL          | 74  | 21 | 16 | 37  | 22 | —  | — | —  | —  | —  |
| 2014–2015    | New York Rangers       | NHL          | 1   | 0  | 0  | 0   | 0  | —  | — | —  | —  | —  |
|              | Hartford Wolf Pack     | AHL          | 73  | 12 | 20 | 32  | 27 | 5  | 0 | 1  | 1  | 2  |
| NHL totalt   | NHL totalt             | NHL totalt   | 1   | 0  | 0  | 0   | 0  | —  | — | —  |    | —  |
| AHL totalt   | AHL totalt             | AHL totalt   | 269 | 47 | 51 | 98  | 70 | 14 | 2 | 2  | 4  | 6  |
| LHJMQ totalt | LHJMQ totalt           | LHJMQ totalt | 93  | 45 | 57 | 102 | 42 | 27 | 8 | 18 | 26 | 14 |
| NAHL totalt  | NAHL totalt            | NAHL totalt  | 48  | 18 | 18 | 36  | 24 | —  | — | —  | —  | —  |